# 民主牆
民主牆，是一塊放置於學校的壁報板，用以供學生、教員發表個人意見。
民主牆同時為一所學校實現言論自由的方式。
在香港，大部分大專院校都設有民主牆。
《港區國安法》實施以後，大部分香港大專院校的民主墻均已停用或被移除。

## 起源
民主牆的形式源於中國文化大革命時期的大字報，即民眾在公眾場所張貼文章，表述某種政治主張或心聲。1989年春，中國大陸多間大學學生均在校園民主牆上掛滿大字報、輓聯以表達對追求自由和民主的訴求。这在一定程度上导致了八九學運。

## 圖片

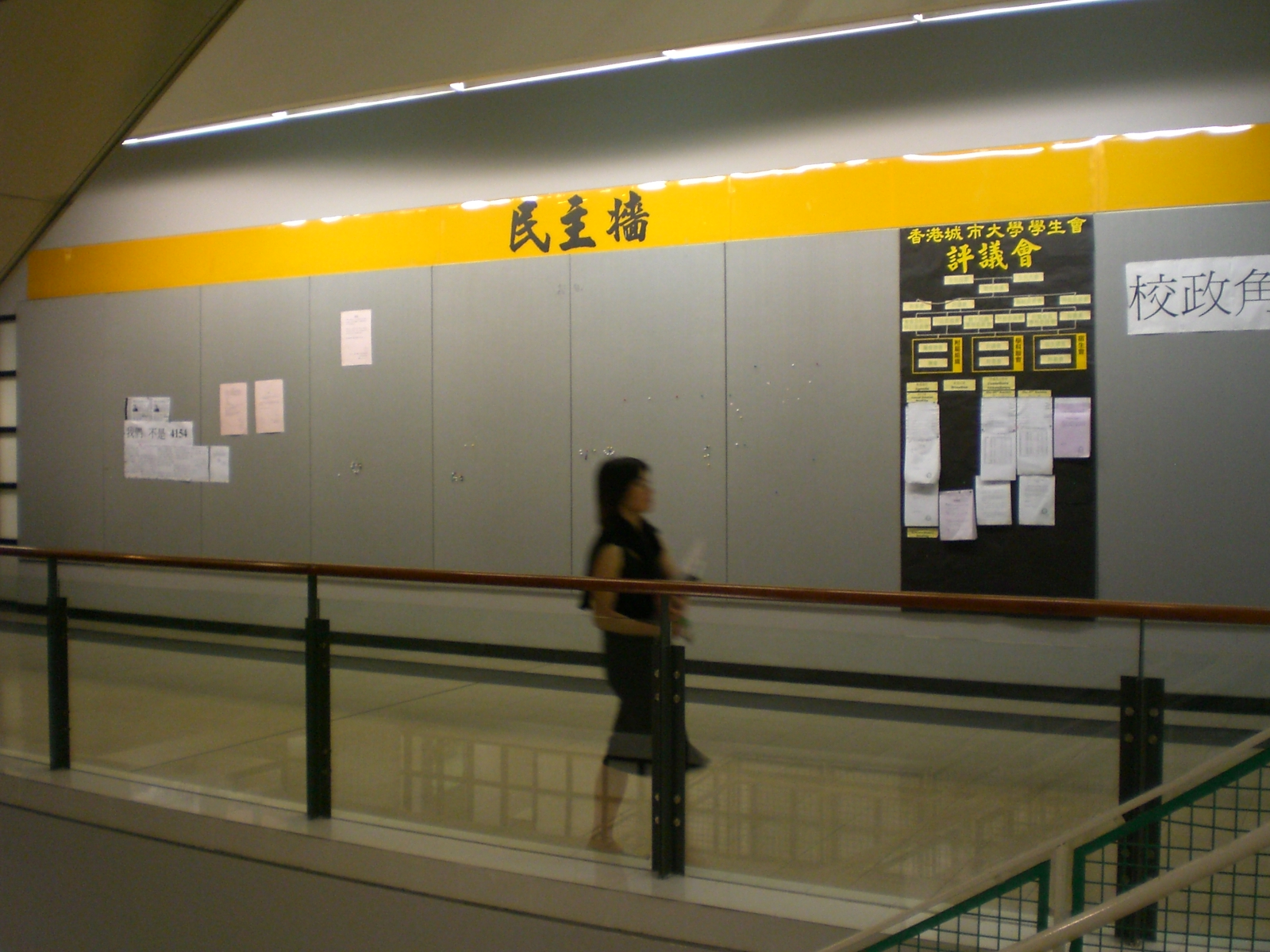
香港城市大學民主牆，位於學術樓一的三樓（圖書館側）
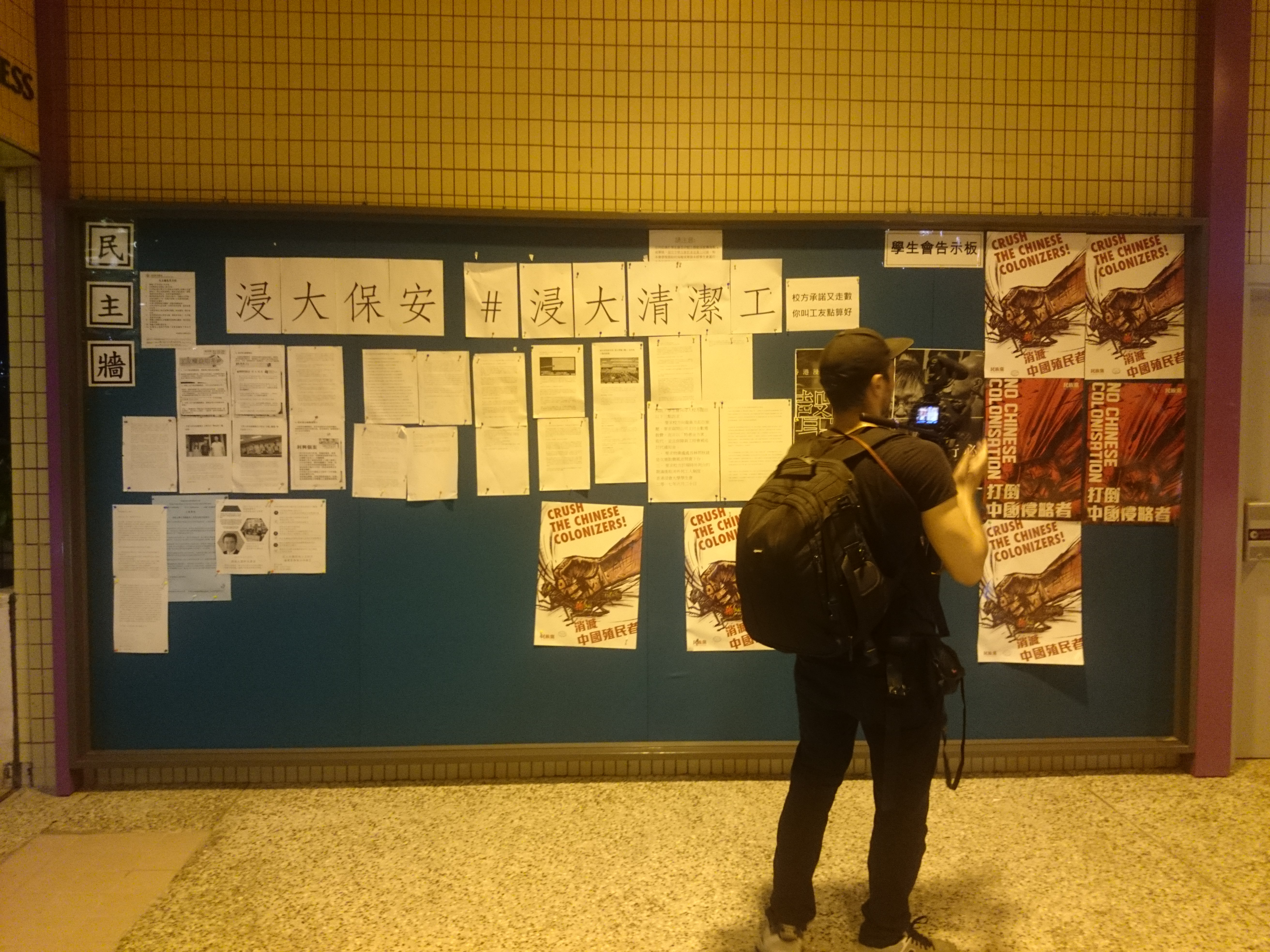
香港浸會大學民主牆
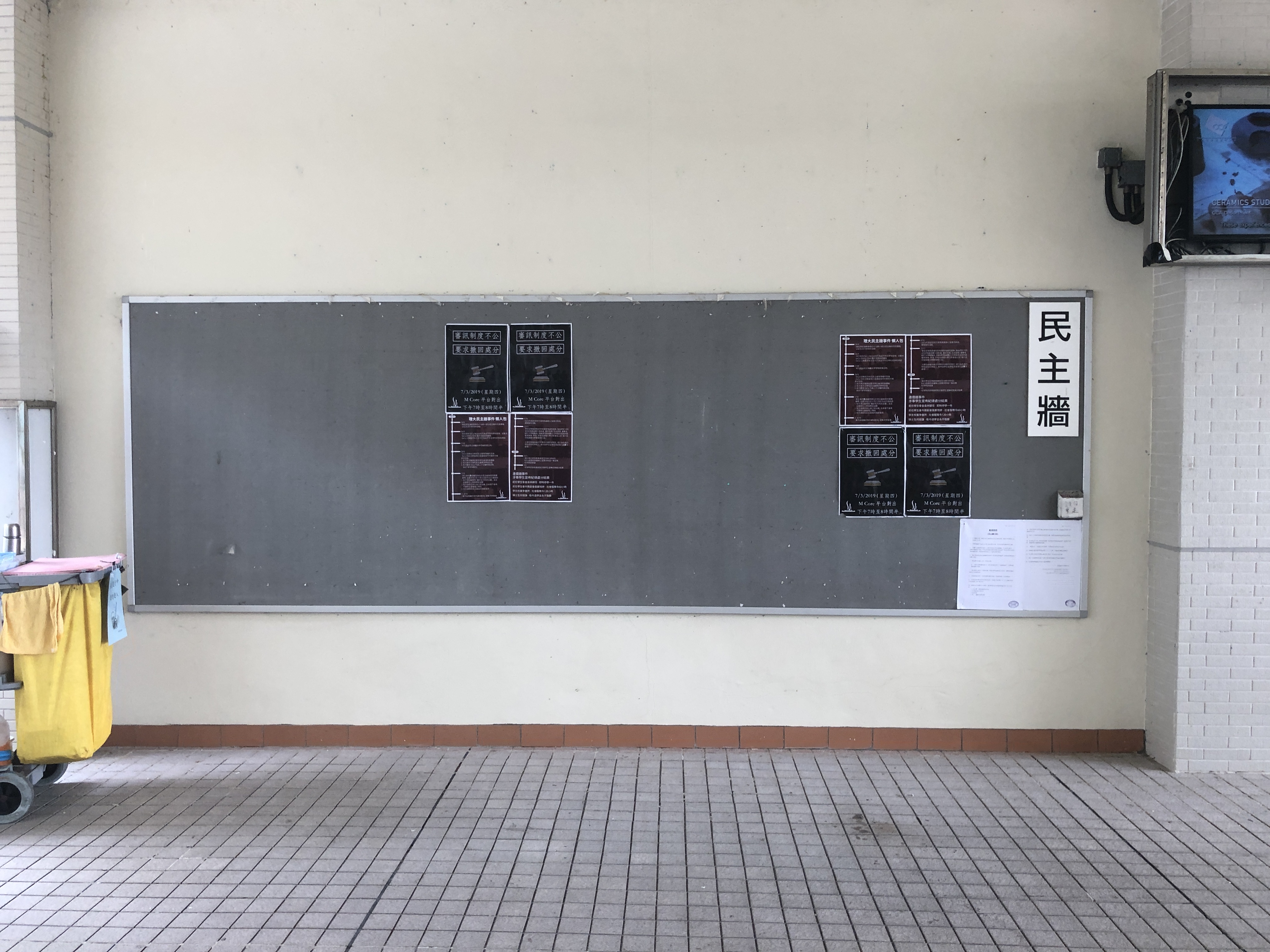
香港教育大學 民主牆
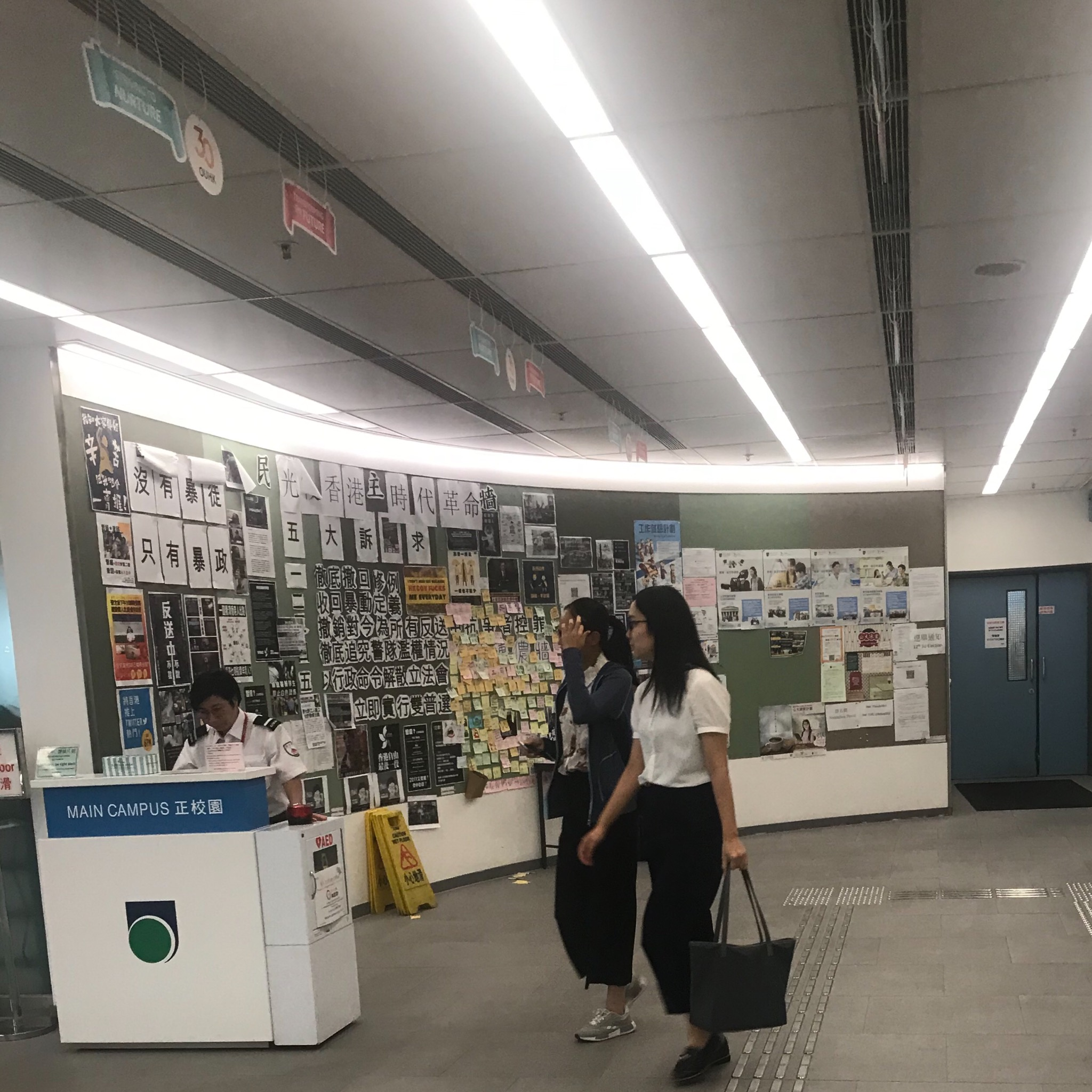
香港公开大学民主墙
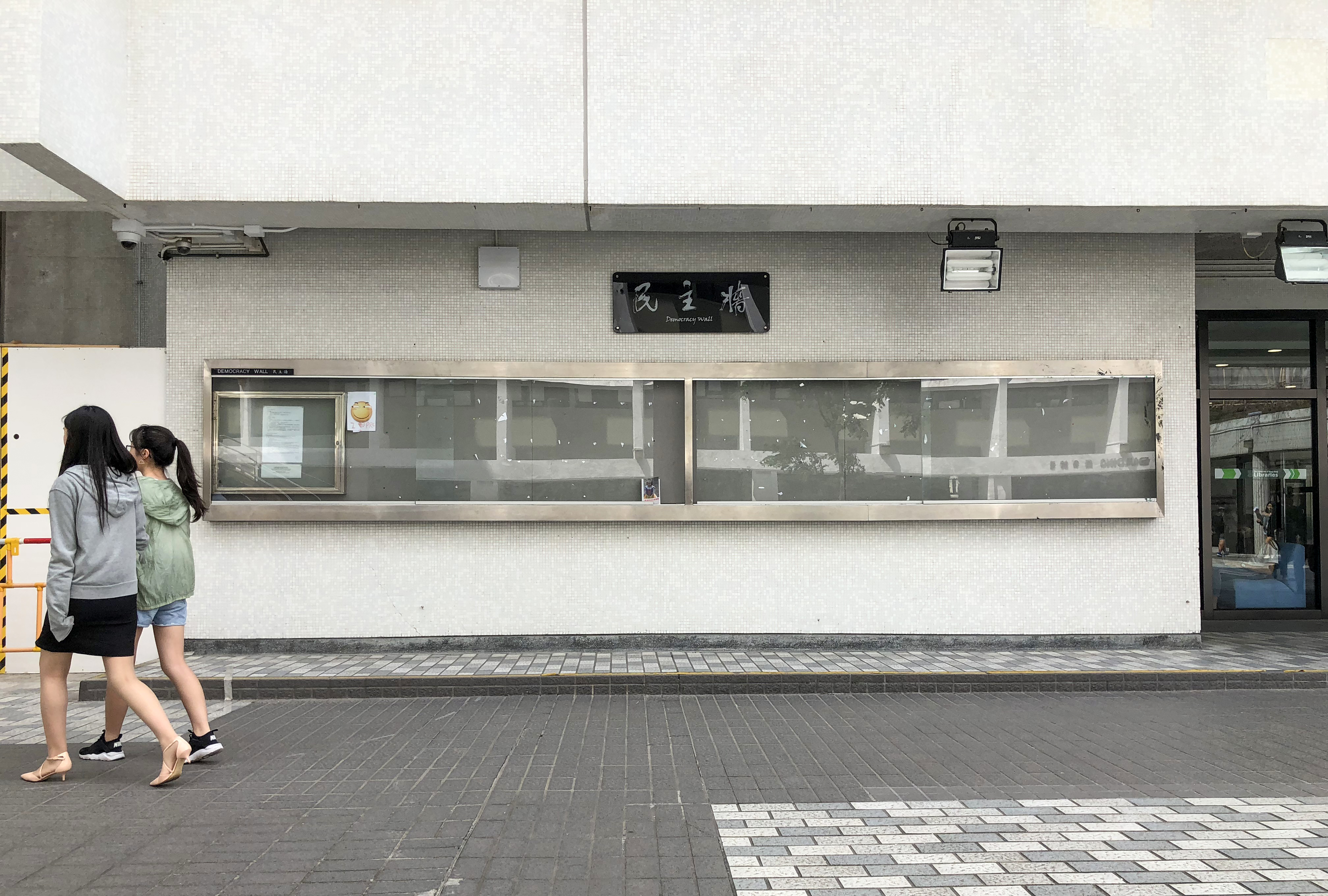
香港大学民主墙

## 地點
| 大學         | 地點                                                |
| ------------ | --------------------------------------------------- |
| 香港大學     | 圖書館側                                            |
| 香港中文大學 | 文化廣場                                            |
| 香港城市大學 | 學術樓三樓（圖書館側）                              |
| 香港理工大學 | 平台（包玉剛圖書館側）                              |
| 香港浸會大學 | 逸夫校園三樓李作權大道                              |
| 香港嶺南大學 | 屯門校園主校舍                                      |
| 香港教育大學 | 大埔校園主校舍B1座                                  |
| 香港公開大學 | 賽馬會校園E座地下（2016年9月前為何文田校園A座地下） |

## 相關
- 大字報
- 西單民主牆
- 香港教育大學涼薄大字報事件
- 香港理工大學干預民主牆事件
- 連儂牆 (布拉格)
- 連儂牆 (香港)